# Selina Cadell
Pour les articles homonymes, voir Cadell.
Selina Cadell est une actrice anglaise, née à Londres le 21 juin 1953.

## Biographie
Cadell est née à Londres. Elle est apparue à la télévision, au cinéma et au théâtre britanniques au cours des trente dernières années. Elle a notamment joué dans Jeeves et Wooster en 1993, The Catherine Tate Show en 2006 et la série télévisée Victoria Wood en 1989. Elle a récemment joué le rôle de Dorothy Crowther dans The Amazing Mrs Pritchard. ; Mme Tishell dans Doc Martin; et le doyen Mieke Miedema dans les rats de laboratoire. Elle est apparue dans la production d'Anton Chekhov à Broadway dans The Cherry Orchard de Broadway et a interprété la production très acclamée de Maria dans Mendes dans Twelfth Night pour le Donmar Warehouse (Londres et New York). Elle a également prêté sa voix à la belle-sœur de Jemima Puddle Duck, Rebecca Puddle Duck, dans la série d'animation pour enfants britanniques The World of Peter Rabbit and Friends pour la BBC et le réseau de télévision Fuji.
En 2015, elle a dirigé la Royal Shakespeare Company dans leur première représentation de Love for Love de William Congreve.
En 2012, elle est brièvement apparue dans le remake de 2012 de Gambit en tant qu'invitée digne de l'hôtel, mais flatulente. En 2013, elle est apparue en tant que sœur Gregory, une religieuse catholique romaine, dans l'épisode Père Brown "La fiancée du Christ". Elle incarne elle-même la disparue, Miss Froy, le personnage précédemment interprété par Dame May Whitty et Dame Angela Lansbury dans les deux versions précédentes, dans le film télévisé 2013 The Lady Vanishes de la BBC, réalisé par Diarmuid Lawrence Mise à jour du scénario par Fiona Seres. Elle est apparue en tant que professeur Alice Sandwell dans l'épisode de New Tricks "Buried Treasure" (S4: E6). En 2017, Cadell a révélé que la star d'Alien, Sigourney Weaver, était sa bonne amie depuis plus de 40 ans.

## Filmographie sélective
- 1985 : Une poignée de seigle, téléfilm Miss Marple : Mary Dove
- 1997 : Inspecteur Barnaby, Meurtres à Badger's Dift : Phyllis Cadell
- 2000 : Le Meurtre de Roger Ackroyd, téléfilm Hercule Poirot : Caroline Sheppard
- 2005 : Match Point, de Woody Allen : Margaret
- 2010 : Au-delà, de Clint Eastwood : Ellen Joyce
- 2011 : Inspecteur Barnaby saison 11 épisode 4 : Eleanor Crouch
- 2024 : Inspecteur Barnaby saison 24 épisode 2 : Venetia Butts